# Bemibem
Bemibem – polski zespół wokalno-instrumentalny, który powstał w marcu 1973 roku w Warszawie, po rozpadzie grupy Bemibek.

## Historia
Formacja kontynuowała styl i brzmienie swojego poprzednika.
W skład zespołu wchodzili:
- Ewa Bem – śpiew, instrumenty perkusyjne,
- Tomasz Jaśkiewicz – gitara
- Paweł Dąbrowski – gitara basowa
- Mariusz Mroczkowski – pianino, śpiew
- Aleksander Bem – śpiew, perkusja, lider zespołu

Pierwsze koncerty grupy miały miejsce w Warszawie, kolejne w województwie koszalińskim i szczecińskim oraz w NRD. Zespół początkowo korzystał z repertuaru grupy Bemibek (Sprzedaj mnie wiatrowi, Narwańce polne, Kolorowe lato, Nie bójmy się wiosny, Podaruj mi trochę słońca, Zawsze mamy siebie) i tak samo jak poprzedni zespół rodzeństwa Bemów chętnie wykonywał ówczesne zagraniczne przeboje (m.in. Oye como va, You’ve Got a Friend, czy Proud Mary).
Już w marcu 1973 r. podczas pobytu w NRD, a później na XI KFPP w Opolu Bemibem zaprezentował swoje nowe piosenki: Śnieżna samba i Po co jechać do Werony?. Na tym festiwalu grupa przedstawiła też fragment Suity miejskiej, w której znalazły się elementy rock and rolla, ballady, bossa novy i popu.
Po występach na festiwalu opolskim, IV Lubelskich Spotkaniach Wokalistów Jazzowych (początek czerwca 1973 r.) i Studenckiej Wiośnie Estradowej w Kielcach, latem grupa dłużej w Sopocie występując w tamtejszym Non Stopie. W październiku 1973 roku Bemibem krótko gościł w NRD, wystąpił na XVI Musicoramie i wrócił do Hybryd, gdzie przedstawił swoją nową kompozycję pt. Już ci nigdy nie przyrzeknę. Ponadto nagrał muzykę do filmu Godzina szczytu (1973).
W marcu 1974 r. zespół zrealizował swój debiutancki album Bemowe Frazy. Na zawartość krążka złożyły się nowe kompozycje, głównie autorstwa Aleksandra Bema oraz utwory jeszcze z czasów istnienia grupy Bemibek. Jego brzmienie zostało wzbogacone o dźwięki orkiestry, znać też aranżacyjną perfekcję, przez co Bemibem ma znacznie mniej przestrzeni i swobody, niż jego poprzednik w zarejestrowanych kilka lat wcześniej nagraniach radiowych.
W nagraniu płyty wzięli udział zaproszeni goście, tj.: Marek Bliziński (gitara klasyczna i dwunastostrunowa), Jan Jarczyk (piano Fendera), Wojciech Kowalewski (kongi, instrumenty perkusyjne), Jarosław Bem (instrumenty perkusyjne, śpiew) oraz Zespół instrumentalny pod kier. Tomasza Ochalskiego. Poza tym z zespołem współpracowali, m.in.: Włodzimierz Nahorny, Jan Ptaszyn Wróblewski, Tomasz Stańko, Tomasz Szukalski, Janusz Muniak, Waldemar Kurpiński i inni.
W maju odbyła się sesja nagraniowa dla Radia NRD, po której zespół ponownie przebywał na Wybrzeżu, biorąc udział w II Nadbałtyckich Spotkaniach Jazzowych – Jazz Jantar. Ponadto koncertował w Europie Zachodniej i w Skandynawii. Nastąpiły też zmiany w składzie zespołu – miejsce Dąbrowskiego zajął Tadeusz Gogosz, niegdyś basista grupy Bemibek.
Wiosną 1975 roku Jaśkiewicza zastąpił Wojciech Waglewski. Ostatnie miesiące działalności zespołu to zmierzch kariery Bemibem, gdyż Ewa Bem skoncentrowała się na karierze solowej. Ostatecznie grupa została rozwiązana latem 1976 roku – Waglewski zasilił kolejny skład Koman Bandu (czerwiec 1976), zaś Dąbrowski rozpoczął współpracę z formacją Krzysztofa Sadowskiego.

## Ciekawostki
Członkowie grupy Bemibem wsparli wokalnie Renatę Lewandowską podczas nagrywania utworu Olbrzymi twój cień (1974). W latach 1974–75 Aleksander Bem wziął udział gościnnie w sesjach nagraniowych grupy "Show Band", grając na instrumentach perkusyjnych.

## Dyskografia

### Albumy
- 1974 Bemowe Frazy (LP, Polskie Nagrania „Muza” – SXL-1013)
- 2007 Bemowe frazy: Bemibem (CD, Polskie Nagrania „Muza” – PNCD 1096) (reedycja)

### Kompilacje
- 1973: Premiery – Opole '73 (LP, (LP, Polskie Nagrania „Muza” – SXL-0955)
- 1974: Dyskoteka 7 (LP, Polskie Nagrania „Muza” – SXL-1161)
- 1975: Dyskoteka 8 (LP, Polskie Nagrania „Muza” – SX-1213)
- 1992: Bemibem - Bemibek (CD, Polskie Nagrania „Muza” – PNCD 083 Muza) (album zawiera materiał z longplaya zespołu)
- 2008: Why not samba (CD, Polskie Nagrania „Muza” – PNCD1223)
- 2016 – Sprzedaj mnie wiatrowi. Nagrania archiwalne z lat 1970–1973 (CD, Kameleon Records – KAMCD 41)[10]

### Single
- 1974: Podaruj mi trochę słońca / Nigdy w życiu nie jest tak (Polskie Nagrania „Muza” – SP-542)

### Pocztówki dźwiękowe
- 1973: Śnieżna samba (Pocztówka dźwiękowa, Ruch R-0189-II)
- 1974: I'll Never Fall In Love Again / You’ve Got a Friend (Pocztówka dźwiękowa, Ruch R-0248-II)
- 1974:  Kolorowe lato / Grey seal - z rep. Eltona Johna (Pocztówka dźwiękowa, Ruch R-0273-II)
- 1974: Śnieżna samba) (Pocztówka dźwiękowa, Ruch R/a-48)

### Nagrania radiowe
- 1973: Zawsze mamy siebie (w jęz. niemieckim), Podaruj mi trochę słońca (w jęz. niemieckim), Śnieżna samba, Po co jechać do Werony?

- 1974: You’ve Got a Friend, I'll Never Fall In Love Again, Baśń o miłości, Zobacz czyje imieniny, Babulka

## Wybrany repertuar
- Bemowe frazy
- Już ci nigdy nie przyrzeknę
- Nie bójmy się wiosny
- Nigdy w życiu nie jest tak
- Po co jechać do Werony?
- Suita miejska
- Podróż bez dziewczyny
- Śnieżna samba